# کوه بنفش
کوه بنفش (紫金) یا زیجین شان (به چینی: 紫金山؛ پین‌یین: Zǐjīn Shān) کوهی است که در سمت شرقی نانجینگ در استان جیانگسو، چین واقع شده است. ارتفاع آن ۴۴۸٫۲ متر (۱۴۷۰ فوت) است. قله‌های این کوه اغلب در سپیده‌دم و هنگام غروب در میان ابرهای ارغوانی و طلایی پوشانده می‌شوند، به همین دلیل نام خود را می‌گیرند.
کوه بنفش کوهی کوچک با مساحت حدود ۲۰ کیلومتر مربع (۷٫۷ مایل مربع) است. ارتفاع این کوه در قله و پای کوه از سطح دریا به ترتیب حدود ۴۴۸ متر (۱۴۷۰ فوت) و ۲۰ متر (۶۶ فوت) است. میانگین بارندگی سالانه ۱۰۰۰ میلی‌متر (۳۹ اینچ) تا ۱۰۵۰ میلی‌متر (۴۱ اینچ) است و متوسط زمان آفتابی سالانه حدود ۲۲۱۳ ساعت است.
کوه بنفش کوهی است که با بسیاری از رویدادهای تاریخی چین باستان و مدرن مرتبط است. این کوه در ابتدا به عنوان کوه بل (چینی سنتی: 鐘山؛ چینی ساده شده: 钟山؛ پین‌یین: Zhōngshān) شناخته می‌شد و همچنین به عنوان کوه جیانگ (چینی سنتی: 蔣山؛ چینی ساده: 蒋山؛ پین‌یین: Jingshān) خوانده می‌شد.